# Dharma
Dharma je višeznačan sanskrtski pojam. Učitelji ritualizma uče da je dharma poslušnost prema obrednim propisima, ali zapravo je dharma težak termin koji nema pravog ekvivalenta na drugim jezicima. Ta indijska riječ označava cjelokupnost moralnih, društvenih i religijskih životnih načela po kojima živi tradicionalna Indija. Za to se na zapadu rabi izraz hinduizam. Pojam dharma također direktno nastavlja vedski pojam rta. Rta znači: čvrst poredak, određenja, pravac, odluku, sveti običaj, ustanovu, božanski zakon, ono što je pravo, ono što je istinito. Po iskazu etimologije osnovno značenje rte je: spajanje, hod, pravac, direktiva. Ono što se dogodilo i što je ustanovljeno rtom ispunjava cijeli svijet, a naročito se objavljuje u prirodnim procesima.